# Instituto de Investigación Biomédica de Bellvitge
El Instituto de Investigación Biomédica de Bellvitge (IDIBELL) es un centro de investigación en biomedicina creado en 2004. Está participado por el Hospital Universitario de Bellvitge y el Hospital de Viladecans del Instituto Catalán de la Salud, el Instituto Catalán de Oncología (Hospital Duran i Reynals), la Universidad de Barcelona y el Ayuntamiento del Hospitalet de Llobregat.
El IDIBELL está situado en Hospitalet de Llobregat, al sur de Barcelona. Es miembro del Campus de Excelencia Internacional de la Universidad de Barcelona HUBc y forma parte de la institución CERCA de la Generalidad de Cataluña. En 2009 se convirtió en uno de los cinco primeros centros de investigación españoles acreditados como instituto de investigación sanitaria por el Instituto de Salud Carlos III. 